# Bauhausstraße 12 (Weimar)
Unter der Adresse Bauhausstraße 12 in der Weimarer Westvorstadt findet man heutzutage das Hotel Villa Hentzel, benannt nach seinem Eigentümer.

## Geschichte
Das Gebäude in der Bauhausstraße 12 wurde in den Jahren 1873 und 1874 von Baumeister Karl Eduard Kurth errichtet, nachdem 1873 der Bauantrag für eine hochherrschaftliche Villa gestellt worden war. Der Antragsteller, Professor Wolff, gab das Anwesen drei Jahre nach dessen Fertigstellung auf und verließ Weimar.
Neuer Eigentümer wurde der Bankier Arnold Callmann, der 1889 jedoch in Insolvenz geriet. Aus der Callmannschen Konkursmasse erwarb schließlich der Weimarer Hofbäcker Hermann Türk das Anwesen und veranlasste die Erweiterung um zwei Etagen. Im Jahr 1910 wurde das Gebäude vom großherzoglichen sachsen-weimarischen Landgerichtsdirektor Ernst Obbarius erworben. Weitere Gäste waren der Philologe Rudolf Steiner sowie die Witwe des Theaterdirektors August von Loën.
Mit der Zeit entstanden immer mehr bauliche Schäden am Gebäude und auch bei den Bombenangriffen auf Weimar wurde es schwer beschädigt.

## Architektur
Das mehrgeschossige Gebäude bedient sich einer klassizistischen Formensprache. Typisch hierfür sind der Risalit inklusive Balkon und die korinthischen Säulen.